# Guinas (Wahlkreis)
Guinas [ˈɡiːnəs] ist ein Wahlkreis in der Region Oshikoto im Nordosten von Namibia. Der Kreis  umgibt mit einer Fläche von 4569 km² und etwa 8600 Einwohnern (Stand 2023) die Stadt Tsumeb und umfasst den gesamten südlichen Teil der Oshikotos. Verwaltungssitz ist Tsintsabis.
Innerhalb des Kreises befinden sich unter anderem der Ort Oshivelo sowie der Guinassee und der Otjikotosee.

## Wahlen
| Wahl                 | Name                                      | Partei | Stimmenanteil   |
| -------------------- | ----------------------------------------- | ------ | --------------- |
| 1992                 |                                           |        |                 |
| 1998                 | Isack Gomachab                            | SWAPO  | 66,1 %          |
| 2004                 | Isack Gomachab                            | SWAPO  | 65,6 %          |
| 2010                 | Isack Gomachab                            | SWAPO  | 81,7 %          |
| 2015                 | Betty Kaula                               | SWAPO  | o. W. 1         |
| 17. Januar 2025 2020 | Moses Khumub (Elias Marthinu †; bis 2024) | SWAPO  | 69,7 % (90,6 %) |